# Dierama gracile
Dierama gracile är en irisväxtart som beskrevs av Nicholas Edward Brown. Dierama gracile ingår i släktet Dierama och familjen irisväxter. Inga underarter finns listade i Catalogue of Life.